# Giacomo C.
 (mai 2016).
Giacomo C. est une série de bande dessinée historique scénarisée par Jean Dufaux et dessinée par Griffo. Publiée à partir de fin 1987 dans le mensuel Vécu, elle a fait l'objet de quinze albums publiés par Glénat entre 1988 et 2002.
Cette série très documentée inspirée par Giacomo Casanova se déroule à Venise à la fin du XVIIIe siècle.

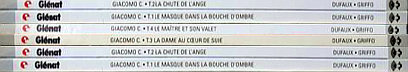
Début de collection Giacomo C.

## Résumé
Sans que cela soit précisé dans la série, le scénariste a imaginé la période vénitienne de la vie de Casanova qui s'arrête lorsque, chassé de Venise, il erre dans les cours d'Europe. 
Giacomo est un personnage de petite noblesse, aux multiples aventures galantes, souvent ruiné mais aussi souvent remis en selle par ses talents d'aventurier roublard et l'aide de son valet Parmeno. Tout au long de la série, on le voit dans une relation tortueuse avec San Verre, responsable de la police, qui exerce sur lui un chantage sur des pamphlets écrits dans le passé pour l'obliger à collaborer avec la police dans diverses affaires gênantes pour la cité, et où Giacomo a ses entrées dans les milieux plus ou moins souterrains avec lesquelles elles sont impliquées (en particulier le singulier personnage le Chevalier, chef de la pègre et poète prolifique mais seul passionné par ses vers, et Mme Aquali, tenancière d'une maison accueillante habitée de dames de petite vertu discrètement fréquentées par de hauts personnage). 
Ses plus longues aventures galantes sont souvent de véritables relations d'amour : avec Caterina qui meurt tragiquement et qui lui laissera une petite souris qui l'accompagnera jusqu'à la fin de la série ; Angelina, agent secret de San Verre avec laquelle il a finalement une relation passionnelle, mais qui est condamnée à l'exil ; La Fiamina, fine lame comme lui et son double féminin avec laquelle il ne peut s'unir car tragiquement elle se révèle être sa demi-sœur et est elle aussi condamnée à l'exil ; même si cela est entrecoupé de plusieurs relations sans lendemain, et d'une relation surtout d'intérêt pécuniaire pour lui (Milady).
La série est complétée par un album sur Venise Sur les traces de Giacomo C. Côté cour et côté canal par Luc Révillon. Il y est décrit comment Griffo retrace la ville de Venise dans l'ambiance du XVIIIe siècle.

## Liste des albums
- Giacomo C., Glénat :

1. Le Masque dans la bouche d'ombre, 1988.
2. La Chute de l'ange, 1989.
3. La Dame au cœur de suie, 1990.
4. Le Maître et son valet, 1991.
5. Pour l'amour d'une cousine, 1992.
6. La Bague des Fosca, 1993.
7. Angelina, 1995.
8. La Non-belle, 1996.
9. L'Heure qui tue, 1998[5].
10. L'Ombre de la tour, 1999.
11. Des lettres, 2000.
12. La Fiamina, 2002[6].
13. La Fuite, 2003.
14. Boucle d'or, 2004.
15. La Chanson des guenilles, 2005.

- Giacomo C. : Retour à Venise, Glénat :

1. Tome 1, 2017  (ISBN 978-2-344-01863-7).
2. Tome 2, 2018  (ISBN 978-2-344-02945-9).